# Ivan Bella
Ivan Bella (Brezno, 25 de Maio de 1964) é um cosmonauta pesquisador da Eslováquia, oficial das Forças Armadas e o primeiro eslovaco a ir ao espaço.
Formado pela Escola de Aviação Militar, foi selecionado como cosmonauta em 23 de Março de 1998. Voou como tripulante da nave Soyuz TM-29 como cosmonauta-pesquisador em fevereiro de 1999, participando da missão conjunta Rússia-França-Eslováquia para a estação espacial Mir naquele ano.